# Жига
Жига (в партитурите се отбелязва като gigue или giga) е бърз бароков танц, произхождащ от шотландския jig.
Навлиза във Франция в средата на 17 век. Жигата обикновено се разполага в края на сюитата.
Размерът на жигата е триделен, обикновено е 3/8 или някое от неговите производни, като 6/8. Въпреки това някои жиги са с друга метрика, например тези на Йохан Себастиан Бах от първите му „Френски сюити“ (BWV 812), където е 4/4.
Жигата обикновено има контрапунктна текстура.
Жигата е старинен английски танц.